# Dr. Romantic
Dr. Romantic (낭만닥터 김사부 Nangmandakteo Gimsabu) ist eine südkoreanische Fernsehserie mit Han Suk-kyu, Yoo Yeon-seok, Seo Hyun-jin, Ahn Hyo-seop, Lee Sung-kyung und Kim Joo-hun. Die Serie wurde seit dem 7. November 2016 auf SBS ausgestrahlt.

## Handlung
Eine Geschichte über Boo Yong-joo, einen dreifach zertifizierten Chirurgen, der einst an der Spitze seines Fachs stand und im führenden medizinischen Zentrum Seouls, dem Geosan-Universitätskrankenhaus, arbeitete. Nach einem traumatischen Vorfall verschwindet er und ändert seinen Namen in Kim Sa-bu. Er beginnt in einem kleinen Krankenhaus namens Doldam in der Provinz Gangwon zu arbeiten.

## Besetzung

### Hauptdarsteller
- Han Suk-kyu als Kim Sa-bu (Lehrer Kim) / Boo Yong-joo
- Yoo Yeon-seok als Kang Dong-joo
  - Yoon Chan-young als junger Kang Dong-joo
- Seo Hyun-jin als Yoon Seo-jung
  - Shin Yi-joon als junge Yoon Seo-jung
- Ahn Hyo-seop als Seo Woo-jin
- Lee Sung-kyung als Cha Eun-jae
- Kim Joo-hun als Park Min-gook

### Nebendarsteller

#### Leute vom Doldam-Krankenhaus
- Kim Hong-pa als Yeo Woon-young
- Jin Kyung als Oh Myung-sim
- Im Won-hee als Jang Gi-tae
- Byun Woo-min als Nam Do-il
- Kim Min-jae als Park Eun-tak
- Seo Eun-soo als Woo Yeon-hwa
- Lee Gyu-ho als Mr. Gu
- Shin Dong-wook als Bae Moon-jeong „Dr. Bones“
- So Joo-yeon als Yoon Ah-reum
- Yoon Na-moo als Jeong In-soo
- Jung Ji-ahn als Uhm Hyun-jung
- Yoon Bo-ra als Joo Young-mi
- Kim Yong-jin als Chef Lee
- Lee Shin-young als Jang Dong-hwa
- Lee Hong-nae als Lee Sun-woong
- Lee Geung-young als Cha Jin-man

#### Leute vom Geosan-Universitätskrankenhaus
- Yang Se-jong als Do In-bum
- Choi Jin-ho als Do Yoon-wan
- Jang Hyuk-jin als Song Hyun-cheol
- Joo Hyun als Vorsitzender Shin

#### Park Min-gooks Mitarbeiter
- Go Sang-ho als Yang Ho-joon
- Park Hyo-joo als Shim Hye-jin
- Bae Myung-jin als Heo Yeong-gyoo